# Suixi (Huaibei)

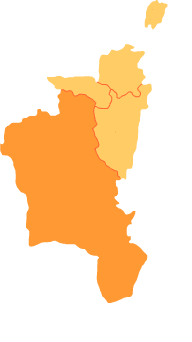
Lage des Kreises Suixi im Gebiet der bezirksfreien Stadt Huaibei

Der Kreis Suixi (chinesisch 濉溪县, Pinyin Suīxī Xiàn) ist ein Kreis der bezirksfreien Stadt Huaibei im Norden der chinesischen Provinz Anhui. Er hat eine Fläche von 1.974 Quadratkilometern und zählt 1.058.000 Einwohner (Stand: Ende 2018).
Die Stätte der Werft am Kaiserkanal in Liuzi (Liuzi yunhe matou yizhi 柳孜运河码头遗址), die Stätte der alten Stadt Linhuan (Linhuan chengzhi 临涣城址) und die ehemalige Stätte des leitenden Frontkomitees der Huai-Hai-Operation und der Befehlsstelle der Ostchina-Feldarmee (Huaihai zhanyi zong qianwei he Huadong yezhanjun zhihuibu jiuzhi 淮海战役总前委和华东野战军指挥部旧址) stehen auf der Liste der Denkmäler der Volksrepublik China.